# 武知鎮典
武知 鎮典（たけち しげのり、1942年 - ）は、日本の脚本家。1990年前半から活動。その活動は脚本家だけにとどまらず、企画・制作も行っている。

## 作品
- 疵 血の黙示録（1998年）脚本
- 極道血風録 無頼の紋章（2000年）脚本
- 安藤組外伝 掟（2000年）脚本
- 極悪 人間魚雷ブルース（2001年）企画・原作・脚本
- 実録・安藤組外伝 地獄道（2001年）脚本
- 日本抗争烈島 牙の如く（2001年）原案・脚本
- 荒ぶる魂たち（2002年3月30日）企画・原案・脚本
- 新・仁義の墓場（2002年6月22日）企画・脚本
- 実録・安藤昇侠道伝 烈火（2002年9月14日）脚本
- 鬼哭 kikoku（2002年）監修・原案・脚本
- 許されざる者（2003年）原案・脚本
- 行動隊長伝 血盟（2003年）監修・原案・脚本
- IZO（2004年）企画・製作・脚本
- ドッグファイター ごろつき刑事（2005年）原案・脚本
- 桜の代紋 血の報酬（2005年）原案・脚本
- 修羅の軍団（2006年）脚本
- 修羅外道 本家襲撃（2006年）原案・脚本・監修
- JOHNEN 定の愛（2008年）原作・脚本
- Blood ブラッド（2009年）企画・原作・脚本
- 新・修羅の軍団（2010年）原作・脚本
- 大激突 果てなき抗争（2018年）企画
- 復讐捜査〜警察犬と刑事の殺人追跡行〜（2018年5月6日、テレビ朝日）[1]原案・脚本
- 日本抗争烈島 三極志1・2（2019年）原案・監修

## 著書
- 442部隊の真実 アメリカ陸軍史上、最も勇敢だった日系人部隊の魂の物語（2012年8月8日、ポプラ社）[2] ISBN 978-4591130407